# Сейсмічність Сан-Марино
Сейсмічність Сан-Марино — характеризується середнім рівнем інтенсивності.

## Загальна характеристика
За характером сейсмічності територія Сан-Марино належить до сейсмічно активних районів Європи, де спостерігаються досить часті землетруси. Загальне сейсмічне тло країни — 4—6 балів. За даними спостереження за сейсмічною обстановкою з 1900 року, за останні 54 роки, в середньому за рік, у Сан-Марино відбувається 526 землетрусів. З 1970 року в Сан-Марино сталося 64 землетруси магнітудою 4,0 балів (за шкалою Ріхтера). Це дозволяє припустити, що більш потужні землетруси відбуваються не досить часто, в середньому кожні 1—5 років.

## Землетруси XXI століття

### 2024
12 лютого 2024 року, о 08:52:41 (за місцевим часом) в Сан-Марино зафіксовано ледве відчутний (за шкалою інтенсивності МSK-64) землетрус магнітудою 1,7 балів (за шкалою Ріхтера). Епіцентр землетрусу знаходився за 62 км від міста Сан-Марино на глибині 59 км.